# 小行星14318
小行星14318（14318 Buzinov）是一颗绕太阳运转的小行星，为主小行星带小行星。该小行星于1978年9月26日发现。

## 轨道参数
小行星14318的轨道半长轴为2.1925108 UA，离心率为0.212。